# Nora Bonifaz
Nora Bonifaz Carmona (Lima, 8 de junio de 1954) es una socióloga y política peruana. Fue fundadora del partido Somos Perú y es fundadora e integrante del Partido del Buen Gobierno. Fue candidata a la Alcaldía de Lima en las elecciones municipales del 2014. Ejerció como regidora de los distritos de Miraflores y Barranco.

## Biografía
Nació en la ciudad de Lima, el 8 de junio de 1956. Es prima del recordado exalcalde limeño Alberto Andrade.
Estudió la carrera de Sociología en la Universidad de París y logró graduarse como socióloga.
Es consultora y asesora en temas de gobiernos locales, decisiones estratégicas, educación, salud, familia, mujer e infancia. También es docente con 23 años de cátedra en la Universidad Ricardo Palma. También es miembro del Acuerdo Nacional.

## Carrera política
Se inicia en la política como candidata a regidora del distrito de Miraflores por Izquierda Unida en las elecciones municipales de 1989, sin embargo, no resultó elegida.
Luego en 1995, fundó junto con Alberto Andrade el Partido Democrático Somos Perú y participó en las elecciones municipales nuevamente como regidora miraflorina, logrando tener éxito para el periodo 1996-1998. En las elecciones de 1998, fue elegida como regidora del Distrito de Barranco.
Postuló al Congreso de la República en las elecciones parlamentarias del año 2000 y en las elecciones parlamentarias del 2001, donde en esta última se caracterizó por su campaña contra el nefasto gobierno de Alberto Fujimori protestando con un burro.
En las elecciones del año 2011 postuló al Parlamento Andino por la Alianza Perú Posible, quedando solamente como segunda suplente del parlamentario electo Javier Reátegui.
En las elecciones municipales del 2014, fue anunciada por Somos Perú como candidata al Municipio de Lima. Durante su candidatura, fue crítica de las gestiones de Susana Villarán y Luis Castañeda Lossio. Obtuvo el octavo puesto tras obtener el 2,02 % de votos válidos.
En 2020, Bonifaz renunció a Somos Perú junto a varios militantes tras el rechazo de la incorporación del vacado expresidente Martín Vizcarra junto al excongresista Daniel Salaverry.
En el año 2024 funda el Partido del Buen Gobierno, el cual es liderado por Jorge Nieto.